# السلفادور في الألعاب الأولمبية
إل سالفادور في الألعاب الأولمبية تقوم اللجنة الأولمبية السلفادورية بالإشراف في شؤون مشاركة السلفادور في الألعاب الأولمبية، شاركت السلفادور أول مرة في الألعاب الأولمبية في دورة 1968 في مكسيكو سيتي في المكسيك، لم تفز السلفادور حتى الآن بأي ميدالية أولمبية.